# 托姆納蒂克鄉
45°59′N 20°39′E / 45.983°N 20.650°E
托姆納蒂克鄉（羅馬尼亞語：Comuna Tomnatic, Timiș），是羅馬尼亞的鄉份，位於該國西部，由蒂米什縣負責管轄，面積35平方公里，海拔高度83米，2002年人口3,096，人口密度每平方公里88人。